# Харимото, Томокадзу
Томокадзу Харимото (яп. 張本 智和 Томокадзу: Харимото) род. 27 июня 2003 — японский игрок в настольный теннис китайского происхождения. Член сборной Японии по настольному теннису, бронзовый призёр летних Олимпийских игр 2020 года в командном разряде, самый молодой в мире спортсмен, выигрывавший взрослый этап «ITTF World Tour» (2017 год, Чехия) и «ITTF World Tour Grand Finals» в одиночном разряде (2018 год, Инчхон, Корея).

## Биография
Имя при рождении — Чжан Чжихэ. Родители Томокадзу Харимото родились в Китае и играли в настольный теннис на профессиональном уровне, его отец Ю был членом юношеской сборной Китая по настольному теннису, а мать Линь приняла участие в чемпионате мира 1995 года в составе сборной Китая. В 1998 году, за пять лет до рождения сына, они переехали в Японию, чтобы заниматься тренерской работой.
Томокадзу Харимото начал заниматься теннисом в возрасте двух лет, а в семь лет уже выиграл чемпионат Японии среди мальчиков до восьми лет.
Семья Томокадзу получила гражданство Японии в 2014 году и тогда же приняла фамилию Харимото.

## Спортивная карьера

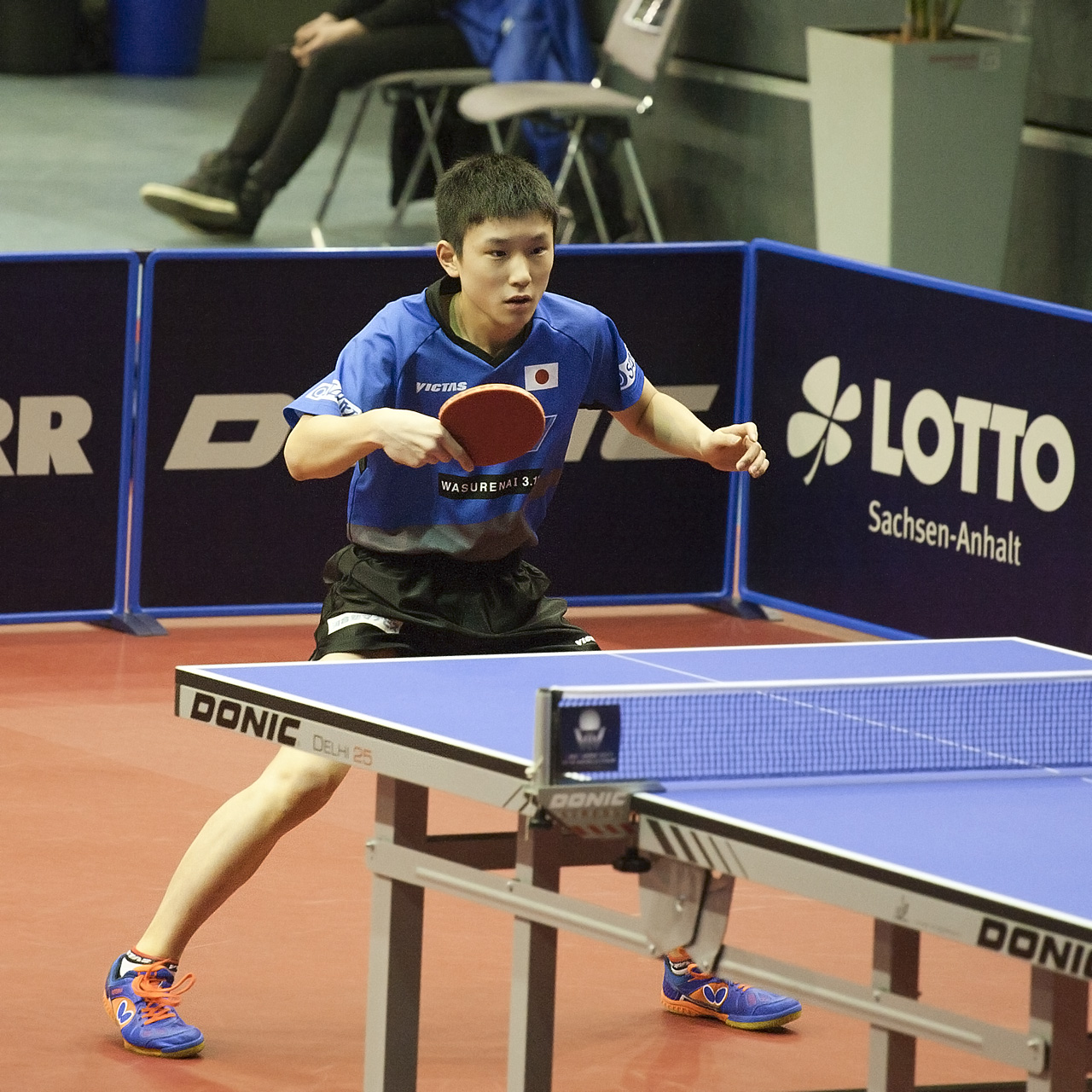
ITTF World Tour 2017, Германия, Магдебург

В июне 2016 года Харимото в возрасте 12 лет и 355 дней стал самым молодым победителем этапа «ITTF World Tour» в возрасте до 21 года.
В декабре 2016 года в возрасте 13 лет и 163 дня он стал самым молодым победителем в одиночном разряде юношеского чемпионата мира по настольному теннису в Кейптауне, Южно-Африканская Республика.
В августе 2017 года Харимото в возрасте 14 лет и 63 дня стал самым молодым победителем в одиночном разряде этапа «ITTF World Tour» в Чехии.
В январе 2018 года Харимото в возрасте 14 лет и 207 дней стал самым молодым победителем в одиночном разряде Чемпионата Японии по настольному теннису 2018.
В мае 2018 года Томокадзу Харимото впервые вошел в десятку сильнейших теннисистов мира по версии ITTF.
В июне 2018 года Томокадзу Харимото выиграл второй в своей карьере этап «ITTF World Tour» — Japan Open 2018, обыграв в ходе турнира таких звезд настольного тенниса как Ма Лун и Чжан Цзикэ.
В декабре 2018 года Томокадзу Харимото выиграл в одиночном разряде «ITTF World Tour Grand Finals» в Инчхоне (Корея), став таким образом самым молодым победителем этого турнира за его историю.
В августе 2019 года Томокадзу Харимото одержал победу в одиночном разряде на этапе «2019 ITTF World Tour» в Болгарии и занял второе место на Кубке мира в Чэнду.
2020 год Харимото начал с победы на этапе 2020 ITTF World Tour в Будапеште, (Венгрия).

## Стиль игры
Томокадзу Харимото играет в атакующем стиле близко у стола. Он использует европейскую хватку ракетки правой рукой.